# Resolució 1420 del Consell de Seguretat de les Nacions Unides
La Resolució 1420 del Consell de Seguretat de les Nacions Unides fou adoptada per unanimitat el 30 de juny de 2002. Després de recordar totes les resolucions anteriors sobre el conflicte a l'antiga Iugoslàvia, particularment les resolucions 1357 (2001) i 1418 (2002), el Consell, actuant en virtut de Capítol VII de la Carta de les Nacions Unides, va ampliar el mandat de la Missió de les Nacions Unides a Bòsnia i Hercegovina (UNMIBH) i va autoritzar la continuació de la Força d'estabilització fins al 3 de juliol de 2002.
La resolució, patrocinada per França, la República d'Irlanda, Noruega i el Regne Unit, va ser adoptada després del veto a projecte de resolució preliminar dels Estats Units que volia estendre el mandat de la UNMIBH fins al final de 2002. El veto es va imposar després de les preocupacions sobre l'entrada en vigor de l'Estatut de Roma de la Cort Penal Internacional l'1 de juliol de 2002 i la seva capacitat de processar personal de les nacions que no formaven part de l'Estatut, dels quals els Estats Units no n'era part.